# Keith Campbell
Keith Campbell, född den 2 oktober 1931 i Melbourne, Australien, död den 13 juli 1958 i Cadours, Frankrike, var en australisk roadracingförare.

## Roadracingkarriär
Campbell tävlade främst i 350GP, där han vann titeln 1957. Han blev då den förste australiske världsmästaren i roadracing någonsin. Året därpå omkom Campbell i ett mindre race i Frankrike.

## Segrar 350GP
| Nr | Grand Prix | År   |
| -- | ---------- | ---- |
| 1  | Holland    | 1957 |
| 2  | Belgien    | 1957 |
| 3  | Nordirland | 1957 |